# Epinephelus gabriellae
Epinephelus gabriellae är en fiskart som beskrevs av Randall och Heemstra, 1991. Epinephelus gabriellae ingår i släktet Epinephelus och familjen havsabborrfiskar. IUCN kategoriserar arten globalt som sårbar. Inga underarter finns listade i Catalogue of Life.